# Куртин, Робина
Робина Куртин (фр. Robina Courtin; род. 20 декабря 1944 года в Мельбурне, Австралия) — буддийская монахиня школы гелугпа тибетского буддизма, ученица лам Тубтена Еше и Тубтена Сопы. В 1996 году она основала общественную организацию помощи заключённым Liberation Prison Project, которой занималась до 2009 года.

## Биография
Робина Куртин родилась и выросла в католической семье, и в юности хотела стать христианской монахиней-кармелиткой. В конце 1960-х годов она жила в Лондоне и училась классическому пению. В начале 1970-х Куртин стала общественным активистом, феминисткой и защитницей прав заключённых. В 1972 году Куртин вернулась в Мельбурн, в 1974-м отправилась в штат Нью-Йорк, где изучала боевые искусства, затем опять в Мельбурн. В 1976 году в Квинсленде обучалась на буддистcких курсах, преподаваемых ламами Еше и Сопа.
В 1978 году Куртин приняла посвящение в медитационном центре «Тушита» (англ. Tushita Meditation Centre) в городе Дармсала. Была главным редактором журнала Wisdom Publications, издаваемого Фондом поддержания махаянской традиции, до 1987 года, и редактором журнала «Мандала» до 2000 года. Оставила работу в «Мандале» для того, чтобы заниматься Liberation Prison Project и преподавательской деятельностью.
Деятельность Робины Куртины представлена в документальных фильмах: «На дороге домой» (англ. On the Road Home; 1998 г., реж. Кристина Лундберг (англ. Christine Lundberg)) и «Следование за Буддой» (англ. Chasing Buddha; 2000 г., реж. Амиэль Куртин-Вильсон (англ. Amiel Courtin–Wilson) — племянник Робины Куртин), а также в книге Вики Макензи «Почему буддизм?» (англ. Mackenzie, Vicki. Why Buddhism?), изданной в 2003 году.
В фильме «Следование за Буддой» показана жизнь Робины Куртин и её работа с заключёнными центральной тюрьмы штата Кентукки, приговорёнными к смертной казни.
В 2000 году этот фильм был номинирован на премию Австралийского института кинематографии (англ. Australian Film Institute) за лучшее руководство документальной киносъёмкой.
В 2001 году Куртин создала компанию Chasing Buddha Pilgrimage, которая занимается организацией паломнических туров в буддийские места Индии, Непала и Тибета, а также оказывает финансовую поддержку организации Liberation Prison Project.